# Soconusco
Soconusco és una regió del sud-oest mexicà, dins l'estat de Chiapas. Soconusco formava part de la intendència de Chiapas, que era part de la Capitania General de Guatemala. El 30 de gener de 1822 la capitania es va integrar a Mèxic, però Soconusco va rebutjar la unió i es va mantenir independent durant uns vint anys, sense un govern central, sinó regida pels seus Ajuntaments.
El 24 de maig de 1824, després d'un plebiscit, Chiapas es va integrar definitivament a Mèxic però els Ajuntaments del Soconusco no varen acceptar la decisió i es van mantenir independents; tampoc varen acceptar la sobirania de Guatemala (que reclamava el territori).
No fou fins al 15 d'agost de 1842 quan un dels Ajuntaments de la regió, el de Tapachula, va acceptar l'acta d'annexió. També la va acceptar el de Tuxtla Chico, seguint després els altres ajuntaments. El setembre de 1842 el parlament mexicà va acceptar la unió i Soconusco fou integrada a Chiapas, a qui ja abans pertanyia.